# Marc Blitzstein
Marc Blitzstein, född 2 mars 1905 i Philadelphia, död 22 januari 1964 i Fort-de-France, Martinique var en amerikansk tonsättare.
Blitzstein var elev till Alexander Silotis, Nadia Boulangers och Arnold Schönberg. I sina verk fokuserade han på sociala orättvisor. På 1930-talet gifte han sig med författaren Eva Goldbeck, men föredrog egentligen homosexuella relationer. I en bar på Martinique överfölls och rånades han i januari 1964 och avled av skadorna dagen efter.

## Verk i urval
- The Cradle Will Rock (1937)
- No for an Answer (1941)
- Freedom Morning (1943)
- Regina (1949)